# Stazione di Cesate (1955)
La stazione di Cesate  è stata una fermata ferroviaria posta sulla linea Milano-Saronno, era a servizio del comune di Cesate, comandava un passaggio a livello che collegava il paese, via Italia, al quartiere denominato Villaggio Alfa Romeo e al rione Biscia. Dotata di 2 binari di linea, era sprovvista di segnali, se non i due segnali permissivi che facevano anche protezione del passaggio a livello.

## Storia

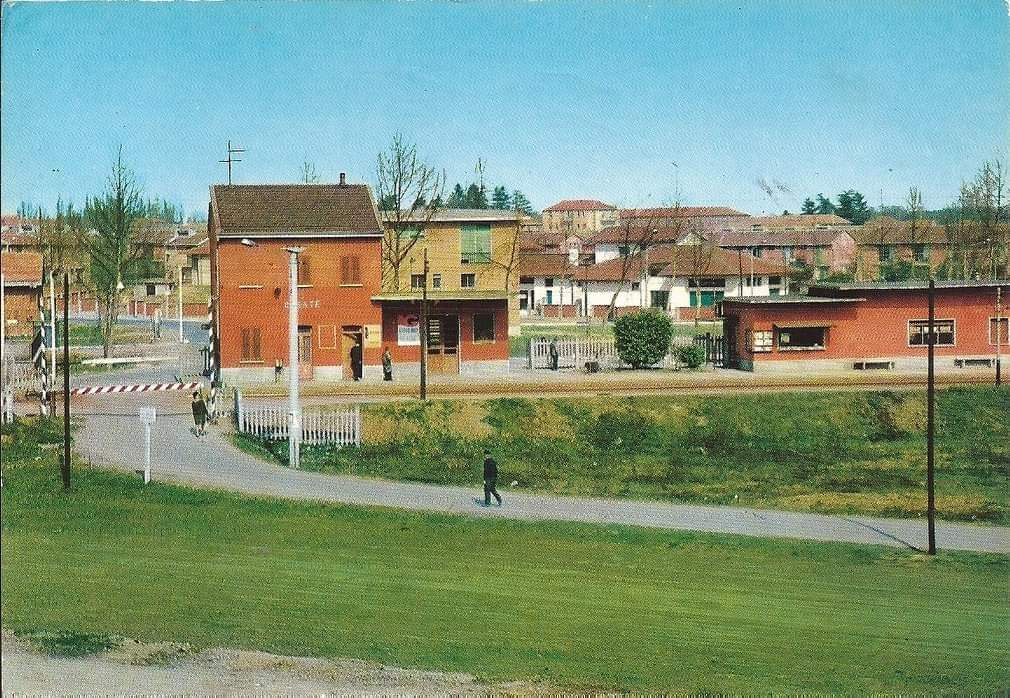
La stazione vista dalla Cascina Biscia

La fermata fu attivata il 5 gennaio 1955 per servire il quartiere INA Casa di Cesate da poco costruito, dotata di biglietteria, sala d'attesa e bar, costituiva un punto di ritrovo per molti cesatesi, continuò il suo esercizio fino alla sua chiusura avvenuta nel 1988 e sostituita da una nuova stazione posta qualche centinaia di metri più a nord, in occasione del quadruplicamento della tratta ferroviaria Saronno a Garbagnate Milanese. Il vecchio fabbricato viaggiatori fu abbattuto nel 1987.

## Movimento
La stazione era servita dai treni regionali in servizio sulla tratta Milano–Saronno.